# Брет Пелин
Брет Пелин (енгл. Brett Palin; рођен 23. јуна 1984. у Нанајму у Британској Колумбији) је канадски бивши професионални одбрамбени играч хокеја на леду.

## Каријера
Пелин је играо јунироски хокеј са Келовна Рокетсима у Западној хокејској лиги (WHL). Заједно, они су освојили Ед Чиновет куп у 2003. и 2005. и Меморијални куп у 2004. години. Био је један од могућих нових играча у Калгари Флејмсу. Јула 7. 2010. године, потписао је уговор са Нешвил Предаторсима и тиме је постао капитен тима Милвоки Едмиралса.
Након што је започео своју европску каријеру у тиму Пирати Чомутов у Чешкој екстралиги на две сезоне, Пелин је потписао једногодишњи уговор у Немачкој са тимом Гризлис Адамс Волфсбург у Хокејашкој лиги Немачке 8. маја 2013. године.
Пелин је 3. јуна 2015. напустио Хокејалсвенскан после једне сезоне са тимом ХК Мора и потписао је једногодишњи уговор са аустријским клубом ХК Блек Вингс Линц у Хокејашкој лиги Аустрије. Пелин је играо током две сезоне са Блек Вингсима пре завршавања своје каријере у мађарском тиму Фехервар АВ19 у 2017-18 сезони.